# Jutro (1920–1945)
Jutro (1920–1945) je bil politični dnevnik. Nastalo je iz nasprotovanj med staroliberalci Ivana Tavčarja, ki so imeli Slovenski narod, in mladoliberalci Gregorja Žerjava. Po letu 1924 je bilo glasilo Samostojne demokratske stranke na Slovenskem. Izhajalo je v Ljubljani, sprva s podnaslovom Dnevnik za gospodarstvo, prosveto in politiko, od marca 1929 pa brez podnaslova. Izdajal ga je konzorcij. Jutro je bil najbolj bran ljubljanski dnevnik in se je zaradi kakovostnega novinarstva uveljavil po Sloveniji. Poleg redne izdaje je Jutro imelo še druge: za Gorenjsko, Primorsko in za tujino. Ponedeljkova tedenska izdaja se je 1927 osamosvojila in do 1943 izhajala pod imenom Ponedeljek. Leta 1927 je konzorcij, ki je izdajal Jutro, odkupil mariborski dnevnik Tabor (1920–27) in ga preoblikoval v Mariborski večernik »Jutra« (1927–1938); tega je zaradi spora med delničarji Adolf Ribnikar leta 1938 spremenil v Večernik (1938–1941). V letih 1921–1941 je bil glavni urednik Jutra Stanko Virant.